# Да Силва, Луис Мелере
Луис Густаво Мелере да Силва (порт. Luis Gustavo Melere da Silva; 10 марта 1991, Рио-де-Жанейро, Бразилия) — бразильский футболист, полузащитник.

## Карьера
Луис начал карьеру в клубе «Паране» в 2011 году. На протяжении трёх сезонов, игрок сыграл 66 матчей и забил 8 мячей в чемпионате. В 2014 году да Силва перешёл в «Брагантино», затем в «Атлетико Гоияниенсе», и уже через год отправился в команду «Санта-Круз» из города Ресифи, за который отыграл сезон. В 2016 году перешёл в «Баию», затем отправился в аренду в саудовский клуб «Аль-Фейсали». Позднее, присоединился к нему на постоянной основе.